# Limonius griseus
Limonius griseus là một loài bọ cánh cứng trong họ Elateridae. Loài này được Palisot de Beauvois miêu tả khoa học năm 1805.